# Мусино (Учалинський район)
Му́сино (рос. Мусино, башк. Муса) — присілок у складі Учалинського району Башкортостану, Росія. Входить до складу Новобайрамгуловської сільської ради.
Населення — 83 особи (2010; 86 в 2002).
Національний склад:
- башкири — 100%